# Dammen (Lids socken, Södermanland)
Dammen är en sjö i Nyköpings kommun i Södermanland och ingår i Svärtaåns huvudavrinningsområde. Sjöns area är 0,021 kvadratkilometer och den är belägen 36 meter över havet.